# Pia dei Tolomei (film 1908)
Pia dei Tolomei è un cortometraggio muto del 1908 diretto da Mario Caserini.

## Distribuzione
- Germania: 24 settembre 1910
- Italia: 1908